# サンコンJr.
サンコンJr.（サンコンジュニア、1970年9月13日 - ）は、日本のドラマーである。大阪府茨木市出身。本名：佐子 博幸（さこ ひろゆき）。
ウルフルズのメンバーであり、ソロ活動も行なっている。

## 来歴
中学生の時に兄の部屋から聴こえてきたARBの『YELLOW BLOOD』をきっかけにロックを知り、ドラムスに興味を持ちだした。
1989年の冬にウルフルズに加入。
2009年に田中貴、奥田健介、細野しんいち、マキ、畑敏行とバンド、Sankon Jr. and His Friendsを結成し、9月17日に下北沢440で開催されたライブイベント「GreatMeeting」に出演。
2013年よりNHK Eテレで放送が開始された『ムジカ・ピッコリーノ』に機関士ペペ役で出演。
2021年、鹿島達也や中森泰弘とOh!Roony!!を結成。

## 作品

### 参加作品
| アーティスト         | 発売日         | タイトル                                      | 注         |
| -------------------- | -------------- | --------------------------------------------- | ---------- |
| ワンリルキス         | 2014年7月28日  | ワンリルキス                                  | [ 6 ]      |
| 竹達彩奈             | 2014年11月19日 | Colore Serenata                               | [ 注釈 1 ] |
| KAN                  | 2015年2月25日  | 桜ナイトフィーバー                            | [ 注釈 2 ] |
| 畑中葉子             | 2016年5月11日  | GET BACK YOKO!!                               | [ 9 ]      |
| ムジカ・ピッコリーノ | 2016年11月23日 | 「ムジカ・ピッコリーノ」ピッコリーノ号の冒険1 | [ 10 ]     |
| ムジカ・ピッコリーノ | 2016年11月23日 | 「ムジカ・ピッコリーノ」ピッコリーノ号の冒険2 | [ 10 ]     |
| 黒沢健一             | 2017年12月5日  | HEAR ME NOW                                   | [ 11 ]     |
| 真心ブラザーズ       | 2020年10月14日 | Cheer                                         | [ 12 ]     |

## 出演

### テレビ
- ムジカ・ピッコリーノ（2013年4月6日 - 2014年8月23日、NHK Eテレ） - ペペ役
  - 特別編〜アリーナの旅立ち〜（2017年10月6日 - 27日）[13]